# 生部
生部，為漢字索引中的部首之一，康熙字典214個部首中的第一百個（五劃的則為第六個）。在傳統漢字與中文簡化字中，其都被歸為五劃部首。生部通常是從左、右、下方均可為部字。且無其他部首可用者將部首歸為生部。

## 部首單字解釋
1.長出。
2.生育、養育。
3.出現，即發生、產生。
4.活，與死相對。
5.生命。
6.一生、一輩子。
7.生計、生活、生存。
8.先生的簡稱。稱有才學的人。
9.戲劇腳色名，扮演男性人物，不勾臉譜。參「生」條目。
10.不熟的。包括不成熟、不熟悉、不熟練、罕見的、沒煮熟、未開化或加工的。
11.很、深。
12.助詞，無義。⑴用在形容詞後。⑵副詞語尾。
13.成長、培養。
14.創新。
15.甚、極、非常。
16.古稱儒者；舊稱弟子。
17.姓。

## 字形

甲骨文
金文
大篆
小篆

## 名稱
- 漢語：生部　（拼音：shēngbù　注音：ㄕㄥ ㄅㄨˋ）
- 日語：
- 朝鲜語：

## 字例
| 除部首外之筆劃 | 字例 -{      |
| -------------- | ------------ |
| 0              | 生           |
| 4              | 甠           |
| 5              | 甡           |
| 6              | 產産         |
| 7              | 甥㽒𤯨𤯩甤甦 |
| 8              | 𤯭𤯰𤯱       |
| 9              | 甧           |
| 10             | 㽓𤯵         |
| 11             | 㽔           |
| 13             | 𤯺           |
| 14             | 𤯿           |
| 17             | 𤰁 }-        |